# Storhövalltjärnen
Storhövalltjärnen är en sjö i Åre kommun i Jämtland och ingår i Indalsälvens huvudavrinningsområde. Sjön har en area på 0,0459 kvadratkilometer och ligger 622,1 meter över havet.

## Delavrinningsområde
Storhövalltjärnen ingår i det delavrinningsområde (704065-133691) som SMHI kallar för Mynnar i Bäverbäcken. Medelhöjden är 661 meter över havet och ytan är 4,94 kvadratkilometer. Det finns inga avrinningsområden uppströms utan avrinningsområdet är högsta punkten. Vattendraget som avvattnar avrinningsområdet har biflödesordning 4, vilket innebär att vattnet flödar genom totalt 4 vattendrag innan det når havet efter 350 kilometer. Avrinningsområdet består mestadels av skog (76 procent) och sankmarker (23 procent). Avrinningsområdet har 0,05 kvadratkilometer vattenytor vilket ger det en sjöprocent på 1 procent.